# Un-Break My Heart: The Remix Collection
Un-Break My Heart: The Remix Collection è un album di remix della cantante statunitense Toni Braxton, pubblicato nel 2005.

## Tracce
1. Intro – 1:18
2. Un-Break My Heart (Soul Hex Anthem Vocal Edit) – 5:51
3. Spanish Guitar (HQ2 Club Mix Edit) – 7:48
4. You're Makin' Me High (David Morales Classic Mix Edit) – 8:17
5. I Don't Want To (Frankie Knuckles Franktified Club Mix Edit) – 7:32
6. Hit the Freeway (HQ2 Club Edit) – 4:25
7. He Wasn't Man Enough (Peter Rauhofer NYC Club Edit) – 6:38
8. He Wasn't Man Enough (Junior Vasquez Marathon Edit) – 3:45
9. Maybe (HQ2/Dynamix NYC Club Edit) – 4:20
10. Un-Break My Heart (Frankie Knuckles Franktidrama Club Mix Edit) – 8:28
11. Spanish Guitar (Joe Claussell Main Edit) – 6:21